# Theridion nagorum
Theridion nagorum är en spindelart som beskrevs av Roberts 1983. Theridion nagorum ingår i släktet Theridion och familjen klotspindlar.
Artens utbredningsområde är Aldabra. Inga underarter finns listade i Catalogue of Life.